# Otto-Jan Ham
Otto-Jan Ham (Eindhoven, 17 november 1978) is een Nederlandse dj, radio- en tv-presentator en muzikant die in België woont en vooral daar werkt.
Ham werkt voor Studio Brussel, Play4, VRT 1 en VRT CANVAS. Hij studeerde journalistiek aan de Arteveldehogeschool in Gent.

## Carrière
Ham verhuisde als peuter van Nederland naar Dilbeek. In 2001 begon hij bij Studio Brussel als muzieksamensteller voor programma's als Coach Kenneth, De Eburonen, De Eburonen in Amerika, De Eburonen bij de koppensnellers en Been there, done that. Hij presenteerde op die zender de programma's Brussel Vlaams tot 2007, Kvraagetaan en One night stand, waar hij vaak naar eigen zeggen onbeschofte, directe en persoonlijke vragen stelde. Tot 2013 presenteerde hij Hammertime, een programma dat van maandag tot donderdag in de vooravond van 6 tot 8 te beluisteren was op Studio Brussel. Voor die zender was hij ook meerdere jaren betrokken bij ondersteunende acties tijdens de Music For Life-weken.
Van 2006 tot 2008 presenteerde hij als vj een programma bij MTV Nederland en van 2008 tot 2010 deed hij dat bij TMF Vlaanderen. Als dj stond hij al meermaals op grote festivals, vaak samen met Stijn Van de Voorde. Ze speelden al sets op Rock Ternat en de Lokerse Feesten.
In 2011 maakte hij samen met Stijn Van de Voorde de theatervoorstelling Music Was My First Love, waarin de twee vertelden over hun liefde voor muziek en over hun idolen.
In 2012 was hij kandidaat in de quiz De Slimste Mens ter Wereld, dat voor het eerst op VIER werd uitgezonden. Daar kwam hij met elf deelnames in de voorrondes op een ex aequo recordaantal deelnames te staan. Eerdere televisie-ervaring had hij opgedaan in De klas van Frieda, Vrienden Van de Veire en in Zo is er maar één. Otto-Jan Ham presenteerde ook de Ketnet-wetenschapsquiz Chinees Voor Mij. Hij presenteert samen met Jelle De Beule en Elise Crombez het reisprogramma Is 't nog ver? op VIER.
In maart 2013 getuigde Ham in het programma Koppen voor het eerst over de angststoornis waar hij al tien jaar onder lijdt.
In juli 2013 raakte bekend dat Otto-Jan de overstap maakt naar de tv-zender VIER, waar hij het programma De Ideale Wereld presenteert. In 2014 kreeg hij de Vlaamse Televisiester voor Rijzende Ster.
In juni 2015 keerde hij even terug naar Studio Brussel als presentator van het gelijknamige radioprogramma Otto-Jan Ham van 18 tot 20 uur. Dat deed hij ook in december 2018 als een van de drie presentatoren van De Warmste Week, samen met Eva De Roo en Michèle Cuvelier.
Begin januari 2016 verkaste hij met zijn programma De Ideale Wereld naar de tv-zender Canvas. Tevens was hij in ditzelfde jaar ook te zien in het programma Celebrity Stand-Up op Comedy Central.
Eveneens in begin 2016 presenteerde hij, samen met Sven De Leijer en Frances Lefebure, het programma Hotel Römantiek op VIER, een soort datingprogramma voor bejaarden dat zich afspeelt in Zwitserland. In 2018 kwam hiervan een tweede seizoen op het scherm.
Op 4 mei 2018 werd bekend dat Otto-Jan Ham zou stoppen als presentator bij de De Ideale Wereld. Vanaf seizoen 11 neemt Jan Jaap van der Wal de rol als presentator over. Otto-Jan Ham heeft in de daaropvolgende maanden aan een nieuw programma voor Canvas gewerkt. Daarin maakt hij een reis "door de wondere wereld van de breinverbetering" en probeert hij zijn eigen brein te optimaliseren door middel van verschillende technieken. Kan je je brein veranderen en optimaliseren? En als het al kan, is het dan een goed idee? De vijfdelige programmareeks Brain Man is een samenwerking van VRT NWS en Woestijnvis en was begin 2020 op het scherm te zien. Daarnaast gaf hij ook al aan dat hij langs de podia gaat trekken met een "interactieve comedyshow" over "vriendschap en relaties". In 2019 gaf hij zijn eerste solovoorstellingen Even goede vrienden.
Sinds mei 2019 presenteert hij rond deze maand jaarlijks zes weken lang de Campus Cup, een quiz voor studenten, de eerste twee seizoenen op Canvas en van het derde seizoen tot en met het vijfde seizoen seizoen op Eén. Eind april 2023 werd het vijfde seizoen met Ham als presentator uitgezonden. Het jaar 2024 sloeg hij over en in 2025 keert hij weer terug met het zesde seizoen. Dit seizoen wordt net als de eerste twee seizoenen uitgezonden op Canvas.
In 2019 voer hij samen met 5 andere bekende Vlamingen de Atlantische Oceaan over voor het tv-programma Over de oceaan. Dit programma werd in 2020-2021 uitgezonden op Play4.
In 2020 maakte hij de documentaire Hi my Name is Jonny Polonsky over zijn jeugdidool Jonny Polonsky. Hij nodigde de Amerikaanse rocker uit naar België en regelde enkele optredens voor hem. 
In 2021 maakte hij samen met Élodie Ouédraogo het tv-programma De tijd van ons leven voor de VRT waarin ze probeerden een goede tijd neer te zetten op het WK wielrennen dat dat jaar in België doorging. Na zes maanden van professionele trainingen klokte hij een tijd van 1 h 2 min 29 sec. Deze tijd had hem de voorlaatste plaats in het klassement opgeleverd, vóór de Ghanees Christopher Symonds. Hij legde het parcours van 43,30 kilometer af met een gemiddelde snelheid van 41,58 km/u. 
Op Studio Brussel presenteerde hij begin 2021 acht afleveringen van There goes my hero, over zijn en zijn gasten hun muzikale helden. 
Eind 2021 gaf hij met een band zes voorstellingen van 2021 Het allerbeste jaar uit de muziekgeschiedenis. 
In maart 2022 brengt hij als Hairbaby zijn debuut-EP Let's See Where What If Gets Us uit. Ham is songwriter, zanger en gitarist. De première was tijdens Hairfest in De Casino in Sint-Niklaas, op initiatief van Stijn Van De Voorde.  Hairbaby speelde in de zomer van 2022 op Maanrock, de Lokerse Feesten, in de Club op Pukkelpop en in 2023 op Rock Ternat. Ham presenteerde ook op Pukkelpop. 
Op Play4 werd van maart 2022 tot op heden Viva la Feta uitgezonden waarin Ham en Jani Kazaltzis bekende Vlamingen ontvangen in een villa op het Griekse eiland Sifnos.     
In het najaar van 2022 nam hij twee keer deel aan De Allerslimste Mens ter Wereld.  Eind 2022 gaat hij net als in 2021 met drie muzikanten op tournee met een humoristisch muzikaal jaaroverzicht,  Het muziekste jaar ooit.  Hij vertelt, zingt en speelt gitaar begeleid door Roeland Vandemoortele,  Maximus en Ron Reuman. 
Met Clara Cleymans en Jan de Smet treedt hij in het voorjaar van 2023 op met muziek van Kris De Bruyne. Hij vervangt Mauro Pawlowski op gitaar en als zanger.
Vanaf september 2023 presenteert Ham de laatavondshow Amai zeg wauw! op VRT 1. Hij zingt en speelt mee gitaar bij de huisband van het programma.
Op VRT Canvas werd eind 2024 zijn driedelige documentaire Drugs Dus uitgezonden. Hiervoor verdiepte hij zich in de wereld van legale en illegale roesmiddelen.
Datzelfde jaar nam hij met zijn band Hairbaby zijn eerste full album op. Waiting for the Day is de eerste single hieruit. Yours and yours alone werd uitgebracht in februari 2025.
In 2025 staat Ham op het podium als een van de zangers van  Bobbejaan 100 met liedjes van Bobbejaan Schoepen.

## Televisie
- De Slimste Mens ter Wereld - kandidaat (2012)
- Is 't nog ver? (2013)
- De Ideale Wereld - presentator (2013- 2018)
- Hotel Römantiek (2016)
- Brain Man (2020)
- Over de oceaan - als deelnemer (2020)
- De Campus Cup (2019 - heden m.u.v. 2024)
- De tijd van ons leven (2021)
- De Allerslimste Mens ter Wereld - als kandidaat (2022)
- Viva la Feta - gastheer samen met Jani Kazaltzis (2022,2023)
- Zonder Afspraak (2023)
- Amai zeg wauw! (2023-2024)
- Kamp Jeroom (2024) - samen met Pedro Elias
- Drugs dus (2024)

## Awesome Sumi
Naast zijn werk in de media speelde Otto-Jan Ham de bas in Awesome Sumi. Een groepje waarvan bijzonder weinig bekend is, maar dat toch al verschillende malen publiek heeft opgetreden.

## Discografie
- Hairbaby - Let's See Where What If Gets Us - ep (2022)
- Hairbaby - Yours and Yours Alone (2025)

## Trivia
- Ham heeft drie dochters met zijn vriendin Iris Nechelput.[20][21]
- Ham heeft de stem van een van de mieren in de Maya De Bij film van Studio 100 ingesproken.
- In 2020 deed Ham mee aan De Container Cup van omroep VIER.